# Mihályi, Győr-Moson-Sopron
Mihályi  este un sat în districtul Kapuvár, județul Győr-Moson-Sopron, Ungaria, având o populație de 1.113 locuitori (2011). 

## Demografie
Componența etnică a satului Mihályi
     Maghiari (98,88%)
     Germani (1,12%)
Componența confesională a satului Mihályi
     Romano-catolici (61,99%)
     Luterani (20,75%)
     Fără religie (1,17%)
     Necunoscută (15,54%)
     Reformați (0,54%)
     Alte religii (0,36%)
Conform recensământului din 2011, satul Mihályi avea 1.113 locuitori. Din punct de vedere etnic, majoritatea locuitorilor (98,88%) erau maghiari, cu o minoritate de germani (1,12%).  Din punct de vedere confesional, majoritatea locuitorilor (61,99%) erau romano-catolici, existând și minorități de luterani (20,75%) și persoane fără religie (1,17%). Pentru 15,54% din locuitori nu este cunoscută apartenența confesională.